# Keith Butler (cyclisme)
Pour les articles homonymes, voir Keith Butler et Butler.
Keith Butler (2 septembre 1938-13 mars 2019) est un coureur cycliste britannique membre du Temple de la renommée du cyclisme britannique. D'abord dans la compétition en France et en Belgique, il devient ensuite organisateur de compétitions cyclistes en Angleterre.

## Biographie
Né à Londres, Butler remporte quelques étapes du Milk Race du Tour de Grande-Bretagne en 1961 et 1963.
En 1962, il représente l'Angleterre aux Jeux de l'Empire britannique et du Commonwealth de 1962 à Perth en Australie sur compétition sur route.
En 1961 à Harlow, il termine troisième aux Championnats de Grande-Bretagne de cyclisme sur route dans le championnat amateur et premier l'année suivante. Passé au niveau professionnel de cette compétition, il sera vainqueur en 1964 et troisième en 1965.
Entre-temps, il s'associe brièvement à l'équipe St-Raphaël de Jacques Anquetil avant de s'associer avec l'équipe Ruberg en Allemagne de l'Ouest.
Terminant en 14e position lors du Tour des Flandres, il courre pour Tom Simpson lors du championnat mondial de 1965 en Espagne.
Devenu organisateur de course cycliste dans le sud de l'Angleterre, il forme la ligue du Surrey, un consortium d'organisateurs, en 1974.
Il devient aussi entraîneur de l'équipe britannique sur route lors des championnats mondial au Colorado, ainsi que d'autres équipe en France, Pays-Bas et Irlande.

## Palmarès
- 1961
  - 8e étape de la Milk Race
  - 3e du championnat de Grande-Bretagne sur route amateurs
- 1962
  -  Champion de Grande-Bretagne sur route amateurs
- 1963
  - 3e et 4e étapes de la Milk Race
- 1964
  -  Champion de Grande-Bretagne sur route
- 1965
  - 3e du championnat de Grande-Bretagne sur route